# Zama z Bologne
Svatý Zama či Zamas (? – asi 268) je první známý biskup Bologne.
Na biskupa byl vysvěcen kolem roku 260 svatým Dionýsiem.
Zemřel asi roku 268. Na začátku 16. století byly jeho ostatky přeneseny z kostela Ukřižování do katedrály sv. Petra v Bologni.
Jeho svátek se slaví 28. září a někdy 24. ledna.